# Langtasterwasserkäfer

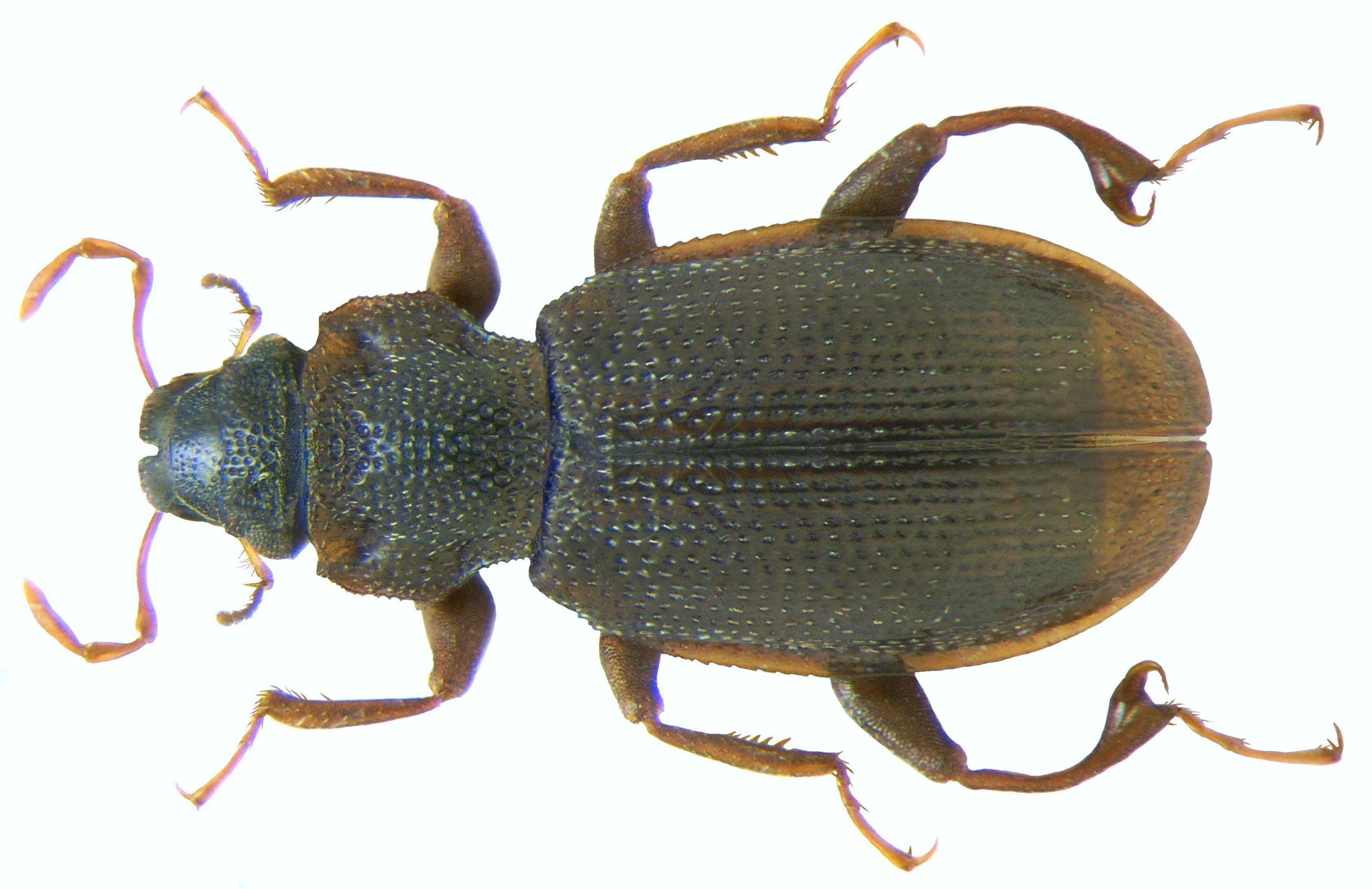
Hydraena cirrata

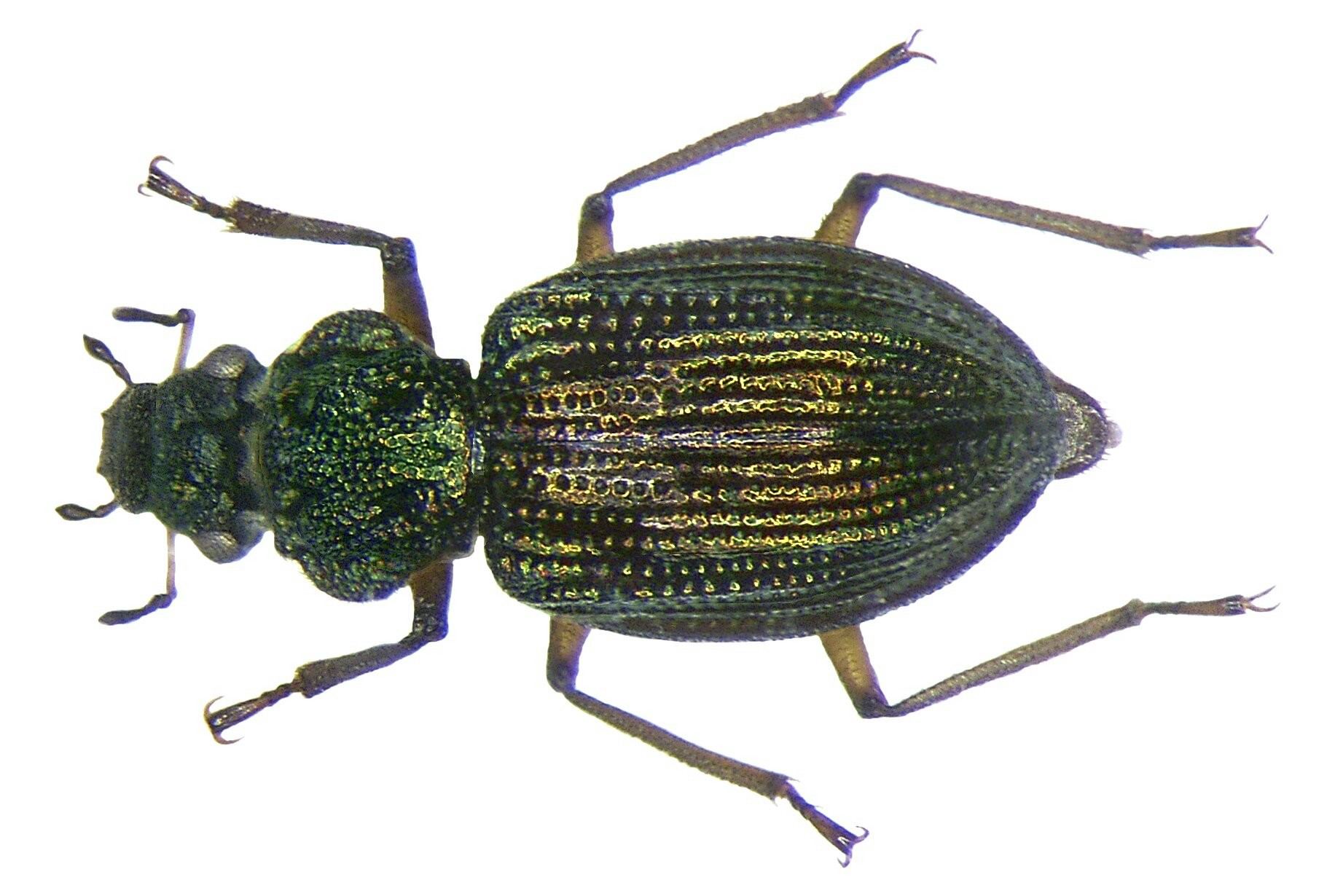
Ochthebius granulatus

Die Langtasterwasserkäfer (Hydraenidae) sind eine Familie der Käfer, die früher taxonomisch in die Familie der Kolbenwasserkäfer (Hydrophilidae) gestellt wurden. Weltweit sind über 400 Arten beschrieben, davon in Mitteleuropa über 90 Arten und in Deutschland 52 Arten.

## Körperbau
Die Langtasterwasserkäfer sind kleine, ein bis fünf Millimeter lange, dunkel bis ockerbräunlich gefärbte, längliche, vorwiegend im Wasser lebende Tiere. Sie haben etwas längere Fühler als die Kolbenwasserkäfer und da sie nicht schwimmen können, sondern im Wasser eher umherkriechen, fehlt ihnen die charakteristische Gestalt von Schwimmkäfern. Der Körperumriss ist eher gegliedert als geschlossen. Bei den Limnebius-Arten sind die Flügeldecken am Ende quer abgestutzt, so dass das Körperende freiliegt. Als Tastorgane dienen die stark verlängerten Maxillarpalpen, daher Langtaster-Wasserkäfer. Diese haben wie bei den Wasserkäfern teilweise die Antennenfunktion übernommen.

## Lebensraum
In der Biotopwahl sind die Hydraenidae streng spezialisiert. So sind Tiere der Gattung Hydraena und einige Arten der Gattung Ochthebius in Fließgewässern vertreten. Andere Vertreter der Gattung Ochthebius (Deutschland = O. dilatatus) sind im Küstenbereich (Brackwasser, Uferzonen, Spritzwassertümpel – mit oft beachtlichem Salzgehalt) zu finden. Die Limnebius-Arten, bevorzugen stehende oder fließende Kleingewässer. Die aquatischen Tiere ernähren sich als Larve und als Imago von einzelligen Algen, die terrestrischen dagegen von organischem Detritus.

## Lebensweise
Wie die Kolbenwasserkäfer haben alle Arten auf der Bauchseite einen dünnen, nahezu inkompressiblen Luftmantel(Plastron), der sich zwischen stark wasserabweisenden cuticularen Härchen an der Körperoberfläche (auch bei anderen Wasserkäferfamilien) ausspannt, über Stigmen mit dem Tracheensystem in Verbindung steht und seinen Trägern als physikalische Kieme dient, die im Gegensatz zur einfachen, am Körper haftenden Luftblase, nicht erneuert zu werden braucht. Die Atemluftzufuhr geschieht wie bei den Hydrophilidae über die Fühler, die mit ihrer behaarten Keule den Kontakt zwischen Plastron und atmosphärischer Luft herstellen.

## Fortpflanzung
Für ihre einzeln abgelegten Eier stellen einige Arten mit ihren Spinndrüsen eine lockere Gespinsthülle her. Zur Verpuppung begeben sich die Larven an Land und verbringen die Puppenzeit in kokonartigen, bzw. halbkugeligen Gehäusen über der Wasserlinie. Manche Arten verbringen ihre gesamte Larvenzeit an Land, um dann nach der Puppenruhe als Käfer im Wasser zu verbleiben.